# Kinagingeeg
Kinagingeeg (Gyinaχangyī′ek, 'ljudi iz mjesta komaraca'). Tsimshianski grad i lokalna skupina u blizini Metlakatle, na sjeverozapanoj obali Britanske Kolumbije.
Kod drugih autora postoje i varijante Kenchenkieg, Kinahungik, Kinkhankuk, Kĭn-nach-hangīk, Kinnakangeck.